# Harry Krull
Kurt Harry Krull, född 6 januari 1907 i Ronneby landsförsamling, död 27 september 1993 i Malmö S:t Pauli församling, var en svensk elektroingenjör.
Krull, som var son till folkskollärare Karl Olof Hansson Krull och Ida Wilhelmina Ekelin, avlade studentexamen 1928 och utexaminerades från Chalmers tekniska institut i Göteborg 1933. Han var anställd vid Asea i Västerås 1933–1935. Han var därefter anställd vid Statens Järnvägars huvudverkstäder i Göteborg, Örebro och Malmö, innan han omkring 1945 blev driftsingenjör vid Malmö stads spårvägar. Han skrev Översynsarbeten på spårvagnar och bussar (Meddelanden från Svenska Lokaltrafikföreningen 1949).